# Râul Căldări
Râul Căldări este un curs de apă, afluent al râului Jaleș (Sohodol). 

## Hărți
- Harta munții Vâlcan  Arhivat în 15 iunie 2011, la Wayback Machine.